# Presentazione di Maria al Tempio (Tiziano)
La Presentazione di Maria al Tempio è un dipinto a olio su tela (335x775 cm) di Tiziano, databile al 1534-1538 e conservato nelle Gallerie dell'Accademia di Venezia. Si tratta di un telero nella sua collocazione originale, la Sala dell'Albergo della Scuola Grande di Santa Maria della Carità, ambiente che oggi fa parte del museo. 

## Storia

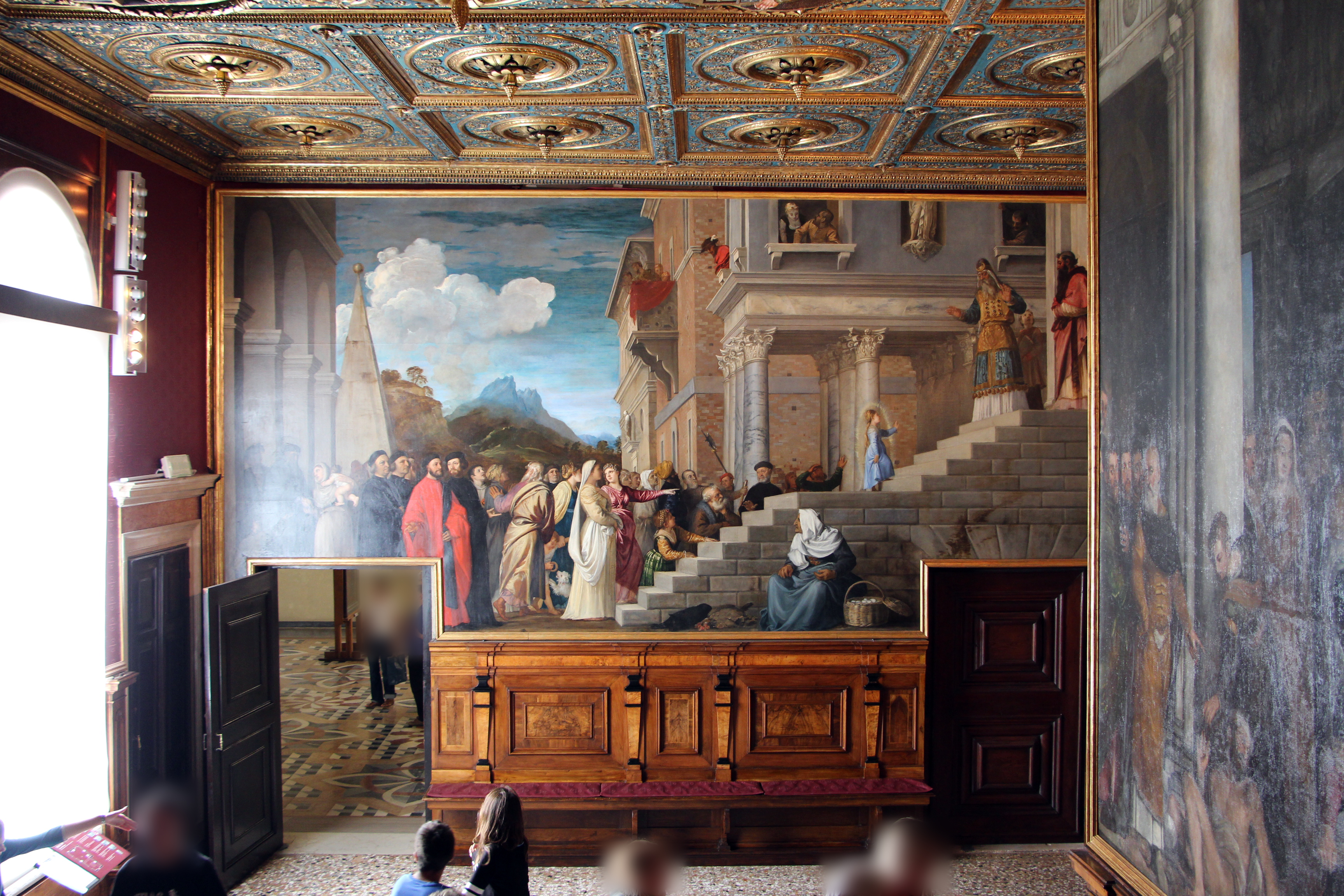
La sala col dipinto

Il dipinto si adattò alla forma della parete, prevedendo ad esempio il taglio nella zona inferiore a destra, mentre quello a sinistra è una manipolazione successiva, dovuta all'apertura di una seconda porta, anteriormente al 1664.

## Descrizione e stile
La scena è organizzata grandiosamente con un'inquadratura di architetture classiche, che citano gli studi di Sebastiano Serlio, le fabbriche di Jacopo Sansovino e gli allestimenti di scenografie teatrali dell'epoca. A sinistra un grande loggiato è visto di scorcio e conduce lo sguardo dello spettatore in profondità, dove seguono una piramide e, più lontano, rupi e montagne. A destra la tradizionale scalinata salita da Maria bambina si dipana scenograficamente con uno scorcio da sott'in su, fino all'ingresso del Tempio, dove quattro personaggi l'aspettano: un sommo sacerdote, un uomo la cui veste ricorda quella di un cardinale, un anziano con bastone vestito di nero e un giovane inserviente. La figura di Maria, contornata da un nimbo luminoso, è evidenziata anche dall'architettura, poiché in linea con una fila di colonne dell'edificio retrostante.
Numerose figure si affacciano dalle finestre e dai balconi per assistere all'evento, e molte altre si affollano in strada, tra lo scorcio degli edifici. Vi sono anche una serie di personaggi contemporanei, i confratelli della Scuola, tra i quali Ridolfi riconobbe, in testa al gruppo, Andrea de' Franceschi in veste rossa ducale e Lazzaro Crasso: in mezzo a essi una mendicante, madre di due bambini, che riceve l'elemosina. In primo piano alcuni elementi riempiono ulteriormente la composizione: il pittore ha l'opportunità di dimostrare ulteriormente la sua bravura, inserendo alcuni temi allora in voga, come il torso classico (il Busto Farnese), o la vecchia venditrice di uova che si gira indietro, parente della Sibilla Cumana di Michelangelo e della nutrice di Sant'Orsola nel telero Arrivo degli ambasciatori inglesi alla corte del re di Bretagna di Vittore Carpaccio.
Ricchissima è la tessitura cromatica, con toni smaglianti e un efficace contrasto tra colori caldi, nella parte cittadina, e freddi, nel paesaggio.